# Mercedes-Benz W108
Mercedes-Benz W108 är en personbil, tillverkad av den tyska biltillverkaren Mercedes-Benz mellan juli 1965 och september 1972.
Designen hos Mercedes-Benz W111 hade snabbt blivit gammal. Fenor och panoramarutor påminde för mycket om femtiotalets bilar. Därför presenterades ersättaren W108 redan efter sex år, i juli 1965. Tekniken delades med företrädaren, med förbättringar av bakaxeln och större basmotor som enda skillnader. Men Mercedes hade lärt sig av sina misstag och den nya karossen hade en enkel och tidlös design. 
Första åren såldes 250 S och 250 SE, samt 300 SE med trelitersmotorn från W112.
I november 1967 ersattes 250- och 300-modellerna av 280 S och 280 SE. Samtidigt introduceras 280 SEL, med den längre karossen från 300 SEL.
I mars 1971 tillkommer 280 SE 3.5 och 280 SEL 3.5, med V8-motor.
När produktionen upphörde i september 1972 hade Mercedes byggt 359 791 exemplar.
Versioner:
| Modell         | Årsmodell | Motor                    | Cylindervolym | Effekt | Bränslesystem            | Anm.           |
| -------------- | --------- | ------------------------ | ------------- | ------ | ------------------------ | -------------- |
| 250 S          | 1965–1969 | M108: 6-cyl radmotor ohc | 2496 cm³      | 130 hk | Dubbla Zenith-förgasare  |                |
| 250 SE         | 1965–1967 | M129: 6-cyl radmotor ohc | 2496 cm³      | 150 hk | Bosch bränsleinsprutning |                |
| 300 SE         | 1965–1967 | M189: 6-cyl radmotor ohc | 2996 cm³      | 170 hk | Bosch bränsleinsprutning |                |
| 280 S          | 1968–1972 | M130: 6-cyl radmotor ohc | 2778 cm³      | 140 hk | Dubbla Zenith-förgasare  |                |
| 280 SE/SEL     | 1968–1972 | M130: 6-cyl radmotor ohc | 2778 cm³      | 160 hk | Bosch bränsleinsprutning |                |
| 280 SE/SEL 3.5 | 1971–1972 | M116: 8-cyl V-motor ohc  | 3499 cm³      | 200 hk | Bosch bränsleinsprutning |                |
| 280 SE/SEL 4.5 | 1971–1972 | M117: 8-cyl V-motor ohc  | 4520 cm³      | 200 hk | Bosch bränsleinsprutning | Endast för USA |